# Belassel Bouzegza
Belassel Bouzegza là một đô thị thuộc tỉnh Relizane, Algérie. Dân số thời điểm năm 2002 là 10.933 người.